# NGC 467
NGC 467 es una galaxia lenticular de la constelación de Piscis. 
Fue descubierta el 8 de octubre de 1785 por el astrónomo William Herschel.